# Wellington International 2003
Die Wellington International 2003 im Badminton fanden vom 8. bis zum 10. August 2003 statt.

## Sieger und Platzierte
| Disziplin    | Gold                            | Silber                                | Bronze                          |
| ------------ | ------------------------------- | ------------------------------------- | ------------------------------- |
| Herreneinzel | Shoji Sato                      | Sho Sasaki                            | Hidetaka Yamada                 |
| Herreneinzel | Shoji Sato                      | Sho Sasaki                            | Geoffrey Bellingham             |
| Dameneinzel  | Chie Umezu                      | Lenny Permana                         | Sara Jónsdóttir                 |
| Dameneinzel  | Chie Umezu                      | Lenny Permana                         | Miyo Akao                       |
| Herrendoppel | John Gordon Daniel Shirley      | Yuichi Ikeda Shoji Sato               | Ashley Brehaut Travis Denney    |
| Herrendoppel | John Gordon Daniel Shirley      | Yuichi Ikeda Shoji Sato               | Tijs Creemers Jürgen Wouters    |
| Damendoppel  | Sara Runesten-Petersen Bei Wu   | Ai Hirayama Akiko Nakashima           | Yoshiko Iwata Miyuki Tai        |
| Damendoppel  | Sara Runesten-Petersen Bei Wu   | Ai Hirayama Akiko Nakashima           | Jane Crabtree Kate Wilson-Smith |
| Mixed        | Travis Denney Kate Wilson-Smith | Daniel Shirley Sara Runesten-Petersen | Jürgen Wouters Kellie Lucas     |
| Mixed        | Travis Denney Kate Wilson-Smith | Daniel Shirley Sara Runesten-Petersen | Keishi Kawaguchi Miyuki Tai     |